# Rio Itupeva
O rio Itupeva é um rio que corta a cidade de Pirassununga, no estado de São Paulo, no Brasil. O rio Itupeva é afluente do rio Mojiguaçu.

## Etimologia
"Itupeva" procede do tupi antigo ytupeba, que significa "cascata aplainada" (ytu, "cascata" + peb, "aplainada" + -a, sufixo substantivador).